# Хенда
Хенда — село в Гунибском районе Дагестана. Входит в состав сельского поселения Сельсовет Тлогобский.

## География
Расположено в 14 км к северо-западу от районного центра — Гуниб, на реке Кунада.

## Население
| 1939 | 1970 | 1989 | 2002 | 2010 | 2021 |
| ---- | ---- | ---- | ---- | ---- | ---- |
| 19   | ↗48  | ↘27  | ↘0   | ↗39  | ↘28  |